# هاينريش كريستيان فريدريش شوماخر
هاينريش كريستيان فريدريش شوماخر (بالألمانية: Heinrich Christian Friedrich Schumacher)‏ (و. 1757 – 1830 م) هو عالم نبات، وعالم حيواني، وmalacologist من ألمانيا . ولد في غلوكاشتات .
وهو عضو في الأكاديمية الملكية الدنماركية للعلوم والآداب .
توفي في كوبنهاغن .